# Air Guilin
Air Guilin (chinois: 桂林航空) est une compagnie aérienne chinoise siègeant dans le district de Xiufeng, Guilin, Guangxi. Elle assure des vols depuis sa base principale de l'aéroport international de Guilin Liangjiang. La compagnie est née d'une coentreprise entre le gouvernement municipal de Guilin et HNA Group, la compagnie aérienne a commencé ses activités en juin 2016 en utilisant des Airbus A319. Son but est de développer l'industrie du tourisme à Guilin,.

## L'histoire
Air Guilin est née à l'origine en tant que Guangxi Airlines, créée en 2013 par HNA Group et le gouvernement municipal de Guilin. La compagnie aérienne a été rebaptisée Guilin Airlines en 2014 et prévoyait de commencer ses opérations en mai de la même année, bien que cela ne se soit pas produit,. Le 8 septembre 2015, Guilin Airlines a reçu l'approbation préliminaire de la CAAC . En octobre, la compagnie aérienne a choisi d'opter pour des Airbus A319 pour sa flotte.
Guilin Airlines a été rebaptisée Air Guilin fin 2015. Le 9 décembre, elle a dévoilé son logo, qui représente le repère Elephant Trunk Hill de Guilin et le slogan de la ville. Air Guilin a commencé ses opérations le 25 juin 2016 avec un vol entre Guilin et Zhengzhou, .

## Actionnariat
Air Guilin est une coentreprise entre Guilin Tourism Development Co. (60%) et Guilin Aviation Tourism Group (40%), filiale du groupe HNA. Les groupes ont investi un total de 600 millions de yens dans la compagnie aérienne,.

## Destinations

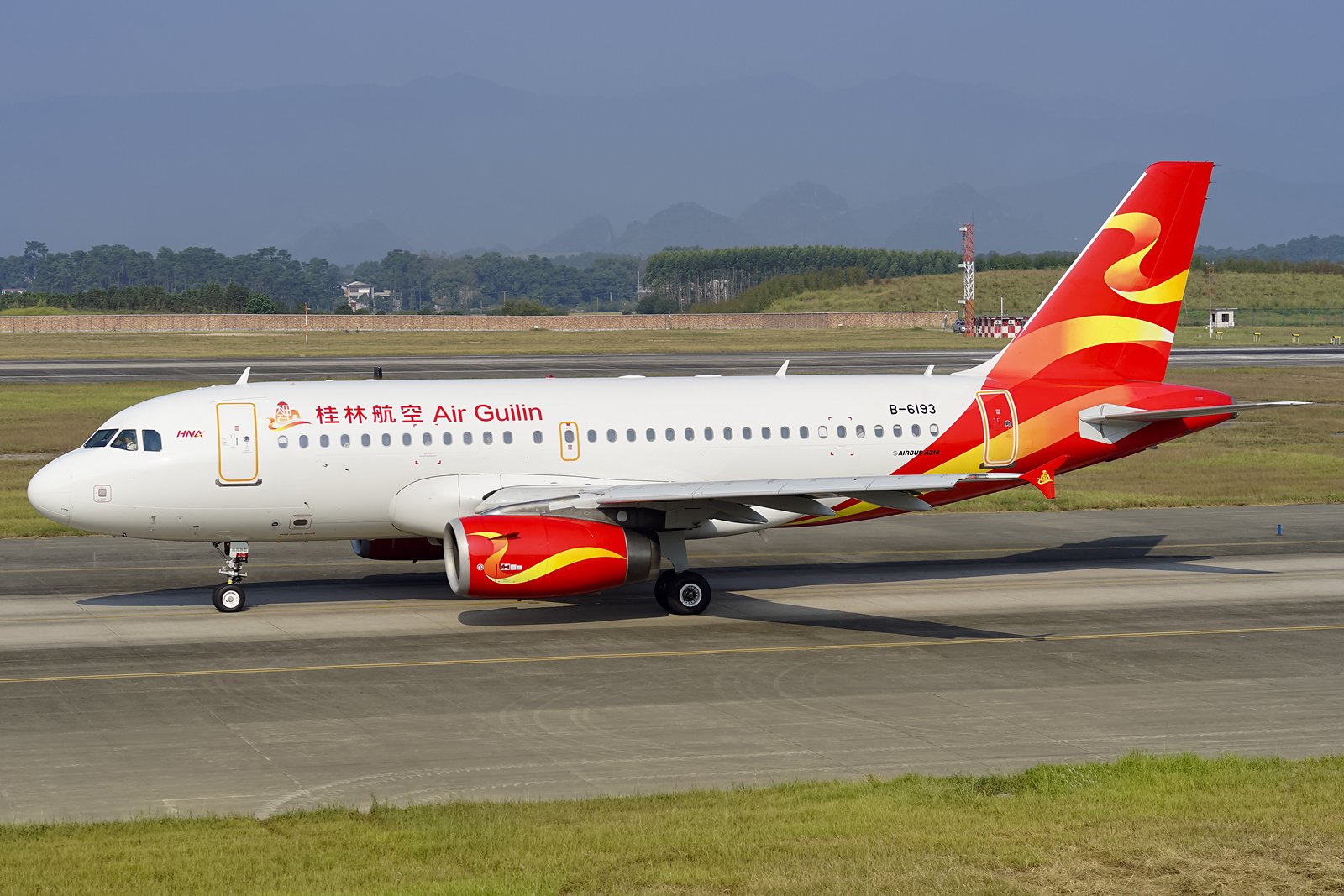
Un Airbus A319 au roulage à l'Aéroport International de Guilin Liangjiang

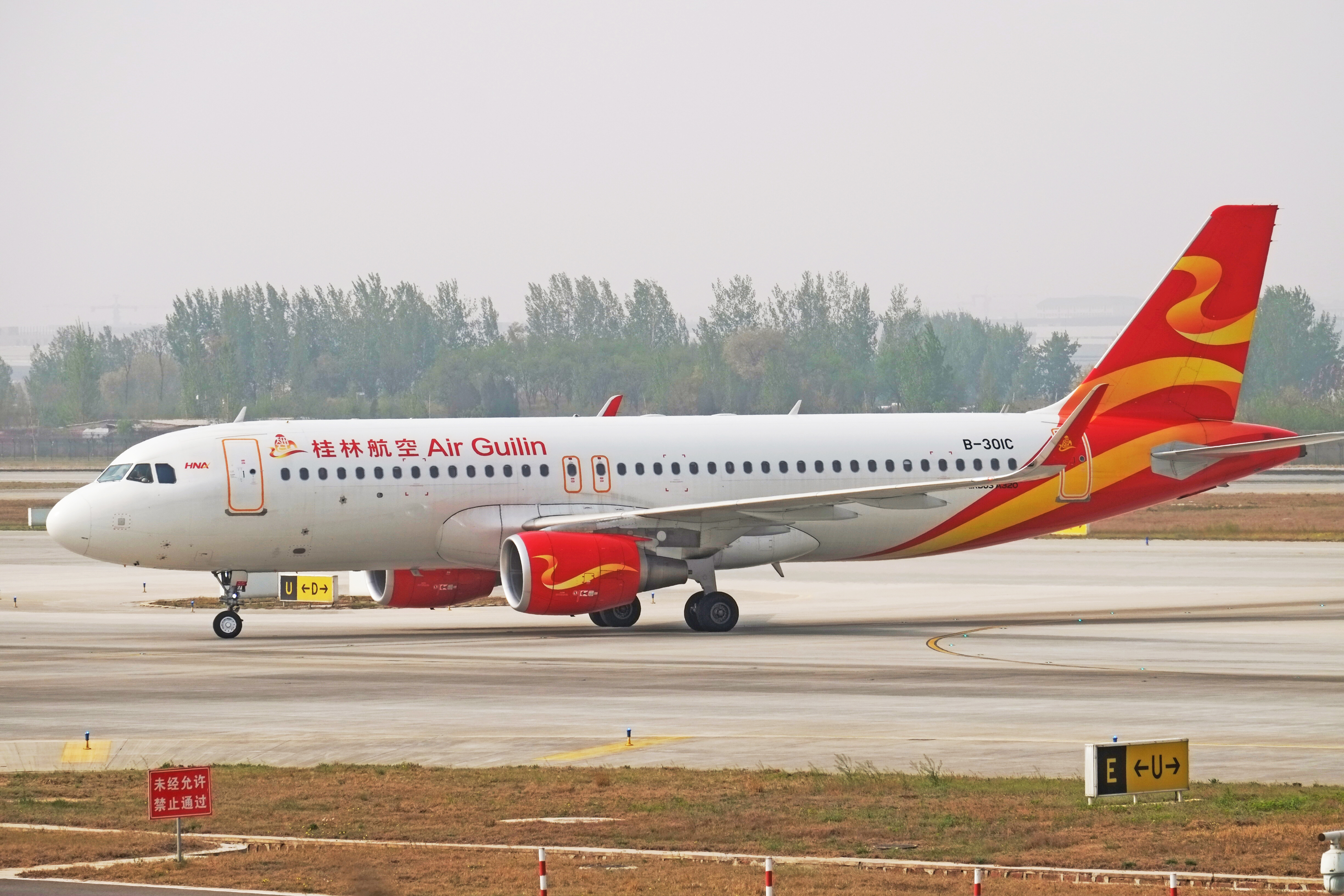
Un Airbus A320 au roulage à l'aéroport international de Zhengzhou Xinzheng

Air Guilin desservait les destinations suivantes en Chine en août 2017:
| Subdivision         | Ville        | Aéroport                                         | Remarques |
| ------------------- | ------------ | ------------------------------------------------ | --------- |
| Anhui               | Hefei        | Aéroport international Hefei Xinqiao             |           |
| Anhui               | Huangshan    | Aéroport international de Huangshan Tunxi        |           |
| Chongqing           | Chongqing    | Aéroport international de Chongqing Jiangbei     |           |
| Guangxi             | Beihai       | Aéroport Beihai Fucheng                          |           |
| Guangxi             | Guilin       | Aéroport international de Guilin Liangjiang      | Hub       |
| Guangxi             | Nanning      | Aéroport international de Nanning Wuxu           |           |
| Guizhou             | Guiyang      | Aéroport international de Guiyang Longdongbao    |           |
| Hainan              | Haikou       | Aéroport international de Haikou Meilan          |           |
| Hebei               | Shijiazhuang | Aéroport international de Shijiazhuang Zhengding |           |
| Hebei               | Tangshan     | Aéroport Tangshan Sannühe                        |           |
| Henan               | Zhengzhou    | Aéroport international de Zhengzhou Xinzheng     |           |
| Hubei               | Enshi        | Aéroport Enshi Xujiaping                         |           |
| Hubei               | Yichang      | Aéroport de Yichang Sanxia                       |           |
| Mongolie intérieure | Hohhot       | Aéroport international Hohhot Baita              |           |
| Jiangsu             | Xuzhou       | Aéroport de Xuzhou Guanyin                       |           |
| Jiangsu             | Yangzhou     | Aéroport de Yangzhou Taizhou                     |           |
| Jiangxi             | Nanchang     | Aéroport international de Nanchang Changbei      |           |
| Jilin               | Changchun    | Aéroport international de Changchun Longjia      |           |
| Liaoning            | Dalian       | Aéroport international de Dalian Zhoushuizi      |           |
| Liaoning            | Shenyang     | Aéroport international de Shenyang Taoxian       |           |
| Shandong            | Jinan        | Aéroport international de Jinan Yaoqiang         |           |
| Shandong            | Yantai       | Aéroport international de Yantai Penglai         |           |
| Shanxi              | Datong       | Aéroport de Datong Yungang                       |           |
| Zhejiang            | Ningbo       | Aéroport international de Ningbo Lishe           |           |

## Flotte

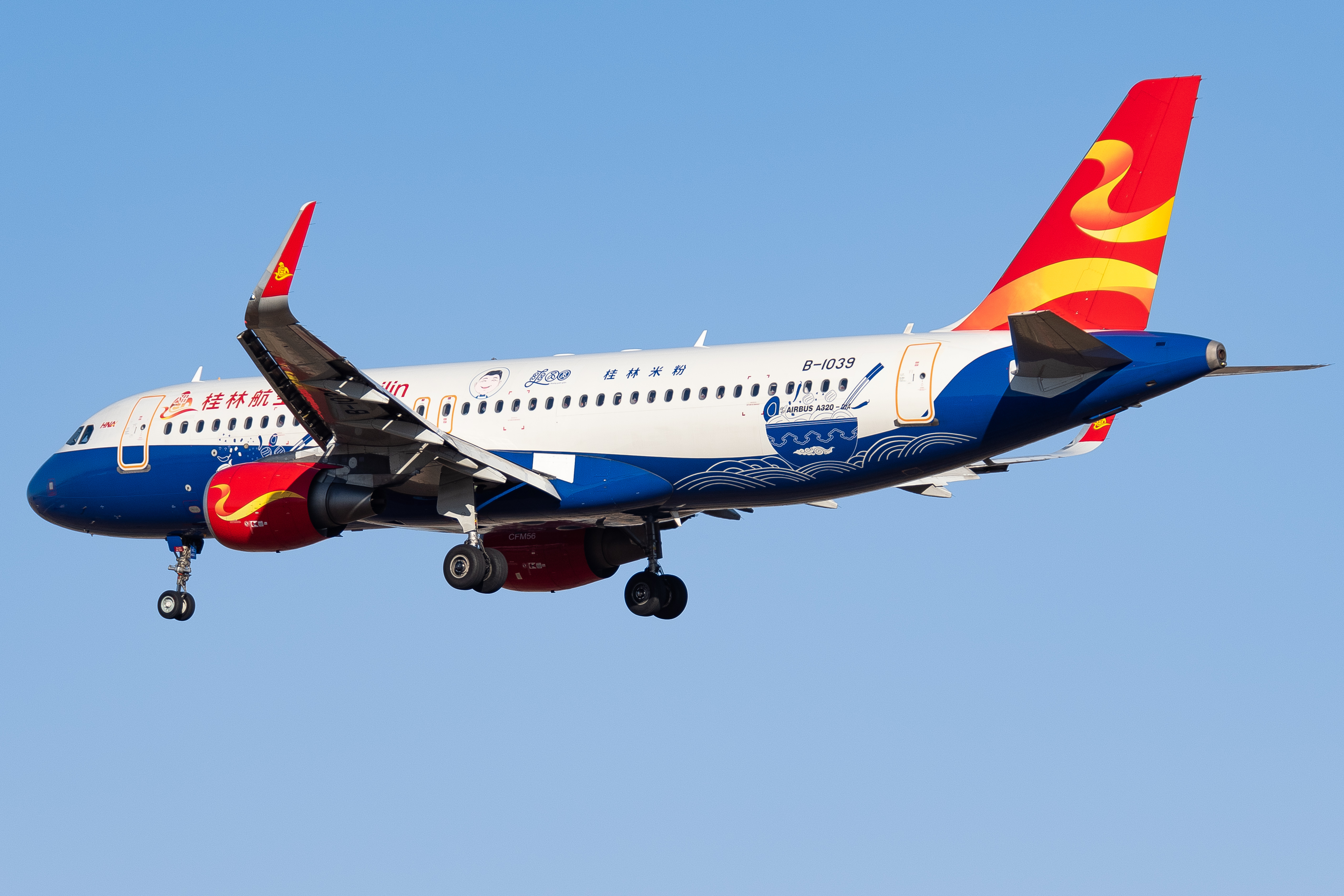
Un Airbus A320 d'Air Guilin en livrée Guilin Rice Noodles

En décembre 2020, Air Guilin opérait les avions suivants:

## Accidents et incidents
- Le 4 janvier 2019, le capitaine du vol 1011 de Guilin Airlines, un Airbus A319 de Guilin à Yangzhou, a laissé une passagère entrer dans le cockpit indépendamment des règles de sécurité aérienne. L'incident a été révélé au public le 4 novembre et le capitaine a été immobilisé à vie[13].